# Dienstleistungsabend
Der so genannte Dienstleistungsabend war eine Liberalisierung der Ladenöffnungszeit in der Bundesrepublik Deutschland im Jahr 1989. Der Kern der Regelung, der Lange Donnerstag, war innenpolitisch hoch umstritten, wurde jedoch vom Verbraucher gut angenommen und war dadurch Vorläufer des nächsten Liberalisierungsschrittes 1996.

## Hintergrund
In Bezug auf die Ladenöffnungszeitregelungen hatte die Bundesrepublik Deutschland die in der nationalsozialistischen Herrschaft eingeführte 18:30-Regelung übernommen. Am 28. November 1956 wurde in der Bundesrepublik Deutschland das „Gesetz über den Ladenschluss“ verabschiedet, das ab 1957 galt. Geschäfte durften nun montags von 10 bis 18:30 Uhr, dienstags bis freitags von 7 bis 18.30 Uhr und samstags bis 16 Uhr geöffnet sein. Ab dem 29. Juli 1957 durfte montags bereits um 7 Uhr geöffnet werden. Ab 1958 musste samstags bereits um 14 Uhr, am ersten Samstag im Monat um 18 Uhr geschlossen werden. Dieser Tag hieß „langer Samstag“. Ab dem Jahr 1960 wurde das Öffnen an den letzten vier Samstagen vor dem 24. Dezember bis 18 Uhr erlaubt. An Heiligabend musste um 14 Uhr geschlossen werden. Ausgenommen von diesen Beschränkungen waren Einrichtungen wie Tankstellen, Kioske, Bahnhofsgeschäfte, Apotheken und Gaststätten. Danach wurde das Ladenschlussgesetz knapp 30 Jahre lang nicht verändert.

## Die Diskussion über eine Liberalisierung
Bei der Bundestagswahl 1987 war die Schwarz-gelbe Koalition unter Helmut Kohl im Amt bestätigt worden. Im Bundestagswahlkampf hatte sich die FDP für eine Liberalisierung ausgesprochen. Das Vorhaben war jedoch in der Koalition stark umstritten. Insbesondere die Christlich-Demokratische Arbeitnehmerschaft lehnte längere Arbeitszeiten für die Beschäftigten im Handel ab. Als Kompromiss einigte sich die Koalition zunächst darauf, die Öffnungszeit am Donnerstag bis 21:00 zu erlauben, dafür jedoch die Samstagsöffnungszeiten einzuschränken. An normalen Samstagen sollte danach Einkaufen nur bis 13:00 Uhr erlaubt sein. Die Samstagsöffnungsregel wurde in der Öffentlichkeit als verbraucherunfreundlich diskutiert. Am 10. Mai 1989 nahm der Koalitionsausschuss diese Kritik auf und beschloss eine geringere Liberalisierung am Donnerstag und dafür das Beibehalten der Samstagsöffnungszeit von 14:00 Uhr. Lediglich die „langen“ Samstage im Sommer wurden von 18 auf 16 Uhr verkürzt.
Die neue Ladenöffnungszeit von 20:30 Uhr sollte nicht nur für den Handel gelten. Auch Behörden und Dienstleister wie Banken sollten am Donnerstag länger öffnen. Das Vorhaben wurde daher Dienstleistungsabend genannt.
Nicht nur in der Koalition war das Vorhaben umstritten. In seltener Einigkeit lehnten Gewerkschaften und wesentliche Teile der Arbeitgeber das Vorhaben ab. Während die Gewerkschaften die ungünstigeren Arbeitszeiten der Beschäftigten anführten, argumentierten die Arbeitgeber mit dem Konkurrenzparadoxon: Durch die längeren Öffnungszeiten steigen die Personalkosten. Unter der ceteris-paribus-Annahme, dass der Umsatz aller Händler zusammen konstant bliebe, würden Preise steigen oder Gewinne sinken.
In der Presse wurde dies überwiegend als strukturkonservativ kritisiert.

„Es ist ein Geist von Muffigkeit, eine Verkrustung, die fatale Tendenz, alles und jedes bequem festzuschreiben und die individuellen Spielräume möglichst einzuschränken, die hinter der Debatte um den Dienstleistungsabend steht“

„Anstatt das ganze antiquierte Regelwerk – wenigsten einmal versuchsweise – über Bord zu werfen, ist jetzt nach mühevollem Kleinkrieg in der Koalition zwar der Dienstleistungsabend … beschlossen, dafür trifft den Verbraucher am Samstag mehr Gängelei und Reglementierung“

Am 1. Juni 1989 stimmte der Bundestagssozialausschuss, am 2. Juni 1989 der Bundestag dem Gesetz mit den Stimmen der Koalition gegen die von SPD und Grünen zu. Ab dem 1. Oktober 1989 war der Dienstleistungsabend möglich. Die Abstimmung wurde auf Antrag namentlich durchgeführt. 200 Abgeordnete stimmten mit Ja, 135 mit Nein und 8 enthielten sich.

## Der Tarifkonflikt 1989 im Einzelhandel
Die Gewerkschaft Handel, Banken und Versicherungen (HBV) versuchte nun, die Liberalisierung der Ladenöffnungszeiten über Regelungen des Tarifvertrages zu verhindern. Dies führte zu der seltsamen Situation, dass die Arbeitgeberseite nun den Dienstleistungsabend verteidigen musste, den sie vorher abgelehnt hatte.
Der Arbeitskampf dauerte ungewöhnlich lange und war ungewöhnlich hart. Mehr als 200 Betriebe mit mehr als 30.000 Beschäftigten wurden bestreikt. Als Kompromiss wurde zuletzt vereinbart, dass 18:30 als regelmäßiges Arbeitszeitende festgeschrieben wurde, Ausnahmen an Samstagen jedoch mit Zustimmung des Betriebsrates möglich sein sollten, wenn sonst „spätöffnungsbedingte Wettbewerbsnachteile gegenüber Wettbewerbern“ auftreten würden. Am Ende war sich die HBV sicher: Der „Dienstleistungsabend wird ein Flop“. Lediglich bei einigen Fachgeschäften, die nicht Mitglied des Arbeitgeberverbandes seien und auf der grünen Wiese würden die Geschäfte länger offen sein.

## Die Akzeptanz des Dienstleistungsabends
Nachdem die Regelungen beschlossen waren, drehte sich die Stimmung unter den Einzelhändlern. Anfang September ergab eine Umfrage des DIHT unter 12.000 Einzelhändlern, dass sich ein Drittel am Dienstleistungsabend beteiligen würde. Unter dem Druck des Wettbewerbs stimmten auch in größeren Warenhäusern Betriebsräte den langen Donnerstagen zu. Versuche der Gewerkschaften, solche Vereinbarungen über die Arbeitsgerichte verbieten zu lassen, hatten keinen Erfolg.
Der erste Dienstleistungsabend am 5. Oktober 1989 wurde mit starkem Interesse beachtet. Während die Gewerkschaften zum Boykott aufgerufen hatten, versuchten diejenigen Unternehmen, die geöffnet hatten, mit Sonderaktionen Kunden anzulocken.
Die Beteiligung der Unternehmen war in den Städten höher als auf dem Land. In Einkaufszentren war die Beteiligung besonders hoch. Im Main-Taunus-Zentrum nahmen beispielsweise 90 % der Geschäfte teil. Die großen Kaufhäuser mit starken Betriebsräten blieben hingegen mehrheitlich geschlossen.
Die Akzeptanz des Dienstleistungsabends bei den Kunden war jedenfalls groß. In einer Umfrage nach dem ersten Dienstleistungsabend gab die Mehrzahl der 588 Befragten an, den Dienstleistungsabend zu begrüßen. 13 % der Befragten hatten ihn auch aktiv genutzt und im Durchschnitt 150 DM ausgegeben. Ein positiver Aspekt ergab sich auch für die Gastronomie. 37 % der Käufer waren am selben Abend auch Essen gegangen.
Die hohe Akzeptanz führte schnell dazu, dass der Anteil der teilnehmenden Unternehmen schnell stieg. Am Ende des Jahres bilanzierten die Einzelhandelsunternehmen: „Die Verbraucher haben den Dienstleistungsabend angenommen“.
Nach den guten Erfahrungen mit dem Dienstleistungsabend folgte 1996 eine deutlich umfangreichere Liberalisierung der Ladensöffnungszeiten. Als man merkte, dass dieser eine Tag nicht ausreicht um sämtliche Bürger zu erreichen, wurden die Ladenschlussgesetze geändert, so dass ab dem 1. November 1996 die Ladengeschäfte montags bis samstags von 6:00 bis 20:00 Uhr öffnen durften, somit entfiel der Dienstleistungsabend.

## Trivia
Dienstleistungsabend ist ein Ausdruck, welcher 1987 von der Gesellschaft für deutsche Sprache bei der Wahl zum Wort des Jahres auf den achten Platz gewählt wurde.